# Јунус Чанкаја
Јунус Чанкаја (Истанбул, 23. фебруар 1985) је турски кошаркаш. Игра на позицији крила.